# Rolex Sports Car Series
Rolex Sports Car Series var en amerikansk sportbilsserie sanktionerad av Grand American Road Racing Association, som kördes på racerbanor av internationellt snitt.

## Historia
Till säsongen 2000 tog Grand American Road Racing Association över United States Road Racing Championship från SCCA och döpte om serien till Grand American Road Racing Championship. Serien döptes 2002 om till Rolex Sports Car Series i samband med att klocktillverkaren Rolex gick in som huvudsponsor Tävlingarna fortsatte köras med sportvagnsprototyper kallade Daytonaprototyper och mindre GT-bilar. Seriens flaggskepp var Daytona 24-timmars men även Watkins Glen 6-timmars ingick, tillsammans med flera kortare tävlingar. Serien slogs 2014 ihop med American Le Mans Series och bildade United Sportscar Championship.

## Säsonger
| År   | Vinnare                     |
| ---- | --------------------------- |
| 2000 | James Weaver                |
| 2001 | James Weaver                |
| 2002 | Didier Theys                |
| 2003 | Terry Borcheller            |
| 2004 | Max Papis Scott Pruett      |
| 2005 | Max Angelelli Wayne Taylor  |
| 2006 | Jörg Bergmeister            |
| 2007 | Alex Gurney Jon Fogarty     |
| 2008 | Scott Pruett Memo Rojas     |
| 2009 | Alex Gurney Jon Fogarty     |
| 2010 | Scott Pruett Memo Rojas     |
| 2011 | Scott Pruett Memo Rojas     |
| 2012 | Scott Pruett Memo Rojas     |
| 2013 | Max Angelelli Jordan Taylor |